# Río Arac
El río Arac es un río del sudoeste de Francia. Nace en los Pirineos, en la cumbre de los Tres Señores, en el departamento de Ariège, cerca de la frontera con España. Pasa por Massat y desemboca en el río Salat.
- Datos: Q2859373